# Muddebihal
Muddebihal (en canarés: ಮುದ್ದೇಬಿಹಾಳ ) es una ciudad de la India en el distrito de Bijapur, estado de Karnataka.

## Geografía
Se encuentra a una altitud de 586 m s. n. m. a 482 km de la capital estatal, Bangalore, en la zona horaria UTC +5:30.

## Demografía
Según estimación 2011 contaba con una población de 36 974 habitantes.